# HD 40979 b
HD 40979 b est une exoplanète en orbite autour de l'étoile HD 40979. Elle a été détectée aux observatoires Lick et Keck et des observations photométriques à l'Observatoire Fairborn montrent des variations de luminosité de faible amplitude de HD 40979. On pense qu'il s'agit d'une grande planète géante gazeuse. Elle a été découverte en 2002 par Debra Fischer.